# Бушбок
Бушбок (Tragelaphus scriptus) — вид антилоп, обитающий в Африке.

## Описание
Цвет и узор шерсти этой антилопы сильно варьируют в зависимости от региона. Бушбоки бывают светло-, тёмно- или красно-коричневыми, а на шерсти у них могут быть от нескольких светлых мест до многочисленных белых полосок и пятен. У всех особей заметная белая маркировка на шее и груди, варьирующая в зависимости от подвида. У самцов острые и изогнутые рога длиной 50 см, а также грива вдоль позвоночника, которую они могут демонстрировать, поднимая волосы дыбом. Взрослые животные достигают длины тела 1,1—1,5 м и массы от 25 до 80 кг. Высота в холке составляет от 75 до 110 см. Самцы значительно тяжелее самок.

## Распространение
Ареал бушбока охватывает Африку к югу от Сахары. Это в том числе национальные парки Аддо-Элефант, Хлухлуве-Амфолози, Крюгер, Мореми, Чобе, Мана-Пулс, Кафуэ, Южная Луангва, Ньика, Упемба, Аруша, Лейк-Маньяра, Мудуму, Нгоронгоро, Вирунга, Гарамба, королевы Елизаветы, Маунт-Элгон, Марсабит, Меру, Кения, Абердэр, Мапунгубве, Масаи-Мара и Наироби, в водно-болотном районе Сент-Лусия и горах Рувензори.
Предпочитаемой средой обитания бушбока являются леса и кустарники вблизи воды. Он живёт также в лесистых ущельях вдоль высохших речных русел. В горных лесах бушбок встречается вплоть до высоты 4000 м. Иногда эти животные наведываются на окраины населённых пунктов и садов.

## Поведение
Бушбок ведёт преимущественно одиночный образ жизни либо обитает в парах. Он активен как ночью так и днём и питается листьями, побегами, травами и плодами. Он умело передвигается в густой растительности, где оставляет за собой туннелеобразные проходы. Часто он встречается у водоёмов и является хорошим пловцом. Чувствуя угрозу он быстро вскакивает и издаёт звук, похожий на лаяние собаки. Продолжительность беременности составляет семь с половиной месяцев.

## Подвиды
Бушбок (Tragelaphus scriptus) образует 8 подвидов:
- T. scriptus scriptus
- T. scriptus bor
- T. scriptus decula
- T. scriptus fasciatus
- T. scriptus knutsoni
- T. scriptus meneliki
- T. scriptus ornatus
- T. scriptus sylvaticus